# Baggetorp
Baggetorp è un'area urbana della Svezia situata nel comune di Vingåker, contea di Södermanland.
La popolazione risultante dal censimento 2010 era di 502 abitanti .